# Lycée Raspail
Pour les articles homonymes, voir Raspail.
Le lycée Raspail est un lycée public situé à Paris, 5 bis avenue Maurice-d'Ocagne, dans le 14e arrondissement de Paris. 
C'est un lycée technologique et professionnel qui possède le label Lycée des métiers « de l'énergie et de l'environnement ». Il offre des formations allant de la seconde à la licence en passant par le bac général, le bac professionnel, les classes préparatoires (CPGE PCSI/PSI, PTSI/PT, TSI) et les BTS FED, MS, ET, TC ; il accueille également environ 150 apprentis en convention avec 5 CFA et plus d'une centaine d'adultes au sein du GRETA GPI2D qui préparent les différents diplômes bacs professionnels, BTS et licence.
Il est construit en 1996 sur les plans de l'architecte Roger Taillibert.

## Classements des CPGE
Le classement national des classes préparatoires aux grandes écoles (CPGE) se fait en fonction du taux d'admission des élèves dans les grandes écoles. 
En 2015, L'Étudiant donnait le classement suivant pour les concours de 2014 :
| Filière | Élèves admis dans une grande école* | Taux d'admission* | Taux moyen sur 5 ans | Classement national | Évolution sur un an |
| --- | ----------------------------------- | ----------------- | -------------------- | ------------------- | ------------------- |
| PSI / PSI* | 38 / 38 élèves                      | 100 %             | 95 %                 | 32eex-æquo sur 120  | 0                   |
| PT / PT* | 90 / 91 élèves                      | 98 %              | 95 %                 | 14eex-æquo sur 62   | 0                   |
| Source : Classement 2015 des prépas - L'Étudiant (Concours de 2014). * le taux d'admission dépend des grandes écoles retenues par l'étude. En filières scientifiques, c'est un panier de 11 à 17 écoles d'ingénieurs qui a été retenu par L'Étudiant selon la filière (MP, PC, PSI, PT ou BCPST). |                                     |                   |                      |                     |                     |